# Hyet
Hyet är en kommun i departementet Haute-Saône i regionen Bourgogne-Franche-Comté i östra Frankrike. Kommunen ligger i kantonen Rioz som tillhör arrondissementet Vesoul. År 2022 hade Hyet 119 invånare.

## Befolkningsutveckling
Antalet invånare i kommunen Hyet
| Referens: INSEE |